# Себлак

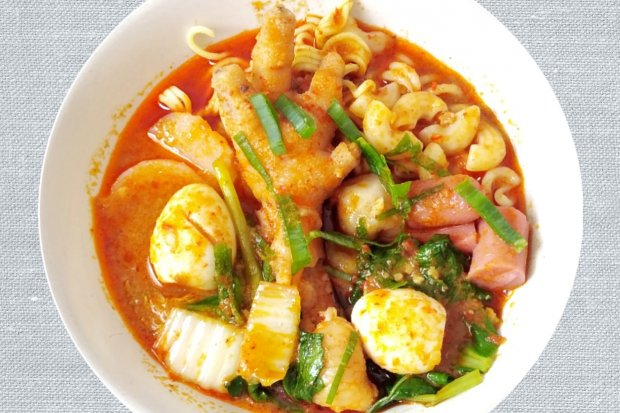
Себлак

Себла́к — це пікантна та гостра південно-східноазійська страва, яка походить з Індонезії, виготовлена з мокрих сухарів (традиційних індонезійських сухарів), приготована з джерелами білка (яйце, курка, морепродукти чи яловичина) у гострому соусі. Себлак вперше можна було спробувати у місті Бандунг, Західній Яві, Індонезіі. Себлак можна придбати у вуличних продавців ресторанів, чи на вуличних тачках (візках). Це одна з найпопулярніших вуличних страв у Індонезії, особливо в Бандунгу та Джакарті.

## Спосіб приготування
На перший погляд, інгредієнти та спосіб приготування себлак досить схожі на іншу поширену індонезійську їжу, таку як смажена локшина, однак себлак відрізняється тягучою желатиновою текстурою мокрих сухариків, і зазвичай страва є досить гострою на смак, завдяки додаванню великої кількості пасти чилі-самбалу. Покупець може заздалегідь замовити ступінь пікантності свого себлака, хоча смак має бути досить гарячим і гострим. Майже всі види сухарів можна використати в себлаку, але найбільш пікантний (і найдорожчий) вид використовуються в сухарях крекерах (крекерах з креветок). Вологі сухарі варять або розмішують на смаженому яйці, овочах та інших білкових; або з куркою, морепродуктами (креветками, рибою і кальмарами), або шматочки яловичих ковбас, обсмажених з гострими соусами, включаючи часник, шалот, кенку́р, кекап мані (солодкий соєвий соус) і соус чимба-соус. Намочені сухарі зменшуються в розмірі порівняно з хрусткими смаженими, тому для приготування себлака потрібно багато видів сухарів. Оскільки сухарі з креветкою та сухарі з рибою, коштують досить дорого, в дешевшій версії вуличної їжі зазвичай додають в якості наповнювач а інші джерела вуглеводів, щоб зменшити використання мокрих сухарів та зробити їх більш смачними. Ці додаткові вуглеводи — це шматочки квето та макарон. Ще один популярний варіант використовує курячі лапки в якості одного з основних інгредієнтів.

## Історія Себлак
Себлак відноситься до гострої пряної суміші, виготовленої з меленого кенкуру (Кемпферія галанга) і перцю чилі. Його також подають з традиційними гарячими і гострими хрусткими сухарями курпука, що походять з південної сільської місцевості Цианджур, яку тепер називають сухий Себлак або сухаревий себлак. Однак сьогодні здебільшого готують його рідкий і пікантний варіант — рідкий себлак.
Себлак з'явився зовсім недавно, ця нова вулична їжа вперше була приготована в Бандунгу близько 2000-х року. Існує думка, що страва спочатку використовувалась як спосіб розмочування старих сухарів, її готували з інших інгредієнтів, щоб зробити більш ситною.

## Види Себлаку

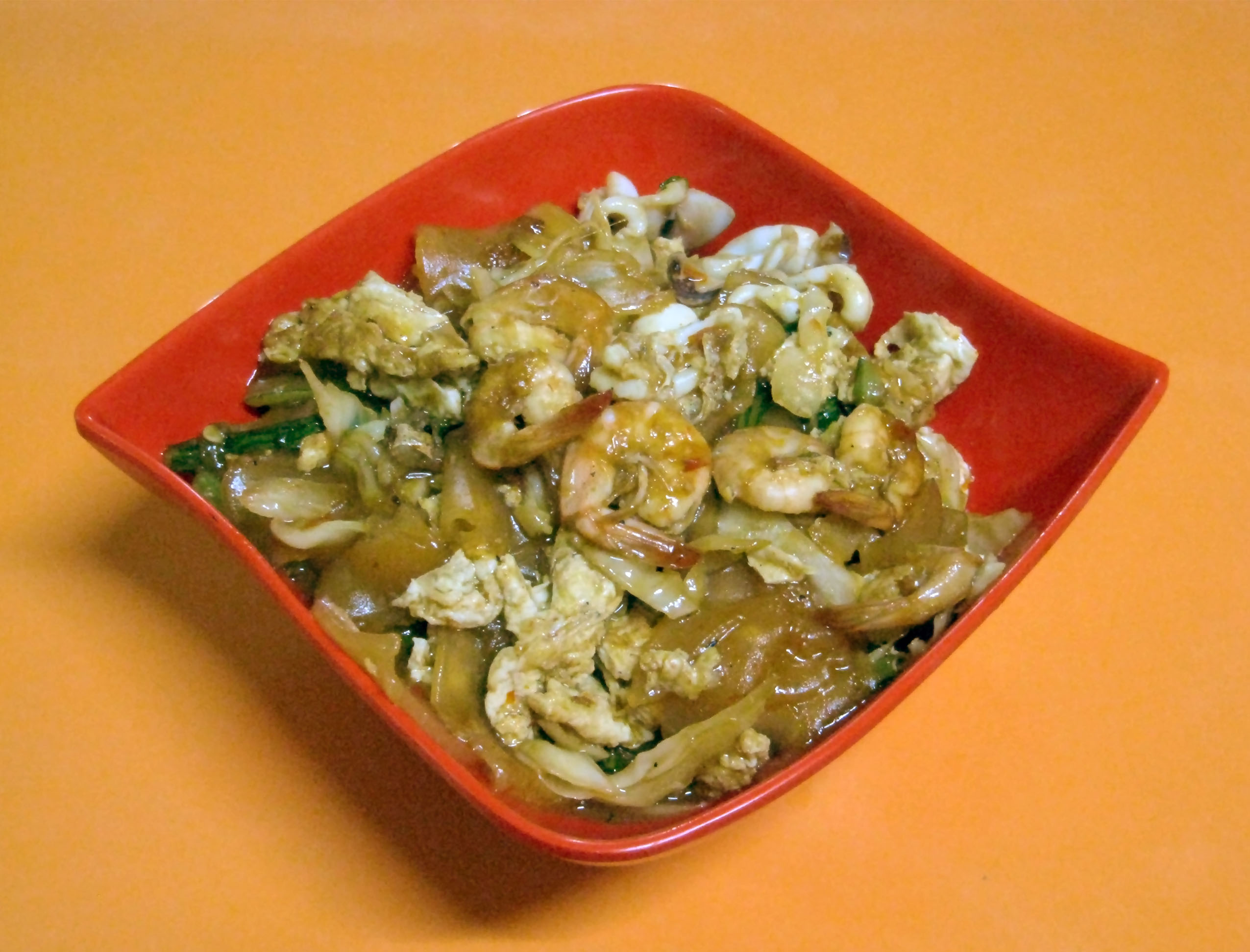
Різновид себлаку

- Хрусткий себлак: під час його приготування не використовують воду чи інші рідини, так як він має бути сухим, з спецій використовують перець, курупук чи басренг

- Рідкий себлак: себлак зроблений на воді з фруктами. Самі сухарі складаються з різних сухарів, таких як фігурні сухарики, що мають форму квітів, чи макаронів різних видів.
- Себлак перемішаний з різними травами[2], сам соус має смак гострого, чудово поєднується з фрикадельками та яйцями. Для любителів гострих страв себлак — це правильне харчування, щоб втамувати бажання з'їсти щось гостре.

## Корисність Себлаку
Крім того, що себлак добре тамує голод, він також є дуже корисним:
1. До страви додають перець чилі, він містить компонент капсаїцин, який може вбивати ракові клітини.
2. Покращує роботу серця: зменшує ризик появи інсульту чи інфаркту, знижує рівень холестерину.
3. Може зменшити[3] вагу тіла: перець сприяє кращому обміну речовин в організмі. Це пов'язано з наявністю капсаїцину в перці, який є термогенною речовиною, та може змусити організм спалювати зайві калорії.
4. Можна позбутися від стресу: гостра їжа також може знизити стрес, так як, під час вживання гострого всі, рецептори перемикаються на смак, підвищується рівень гормонів і депресія та стрес зникає.